# Gabriele Muccino

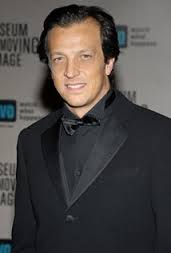
Gabriele Muccino (2015)

Gabriele Ottorino Muccino (* 20. Mai 1967 in Rom) ist ein italienischer Filmregisseur und Drehbuchautor.
Muccino brach ein Studium der Literaturwissenschaften an der Universität La Sapienza ab und wurde als Volontär Assistent von Filmregisseuren wie Pupi Avati und Marco Risi. Im Werbefilmbereich arbeitete er mit Fabrizio Costa zusammen. 1992 besuchte er Kurse für Drehbuchautoren bei Leo Benvenuti, schrieb sich beim Centro Sperimentale di Cinematografia ein und legte drei Kurzfilme vor, die die RAI in ihrer Sendung Mixer ausstrahlte. Ebenfalls für das Fernsehen inszenierte Muccino Beiträge für Ultimo minuto und mit Stefania Rocca in der Hauptrolle den Kurzfilm Io e Giulia.
Nach Erfahrungen als Regisseur von Seifenoper-Episoden und als Dokumentarist trug er mit der Episode Max suona il piano zum 1996 entstandenen Intolerance bei. 1998 erschien dann sein erster Langfilm für das Kino, Ecco fatto. Der in Jugendsprache gehaltene Film wurde ebenso positiv von den Kritikern rezipiert wie sein Nachfolger aus dem Folgejahr, der vergnügliche So wie Du ist keine (Come te nessuno mai).
Beim Sundance Film Festival 2002 erhielt Muccino den Publikumspreis für den im Jahr zuvor erstmals gezeigten Ein letzter Kuss, einen der großen Publikumserfolge des Jahres. Im neuen Jahrtausend drehte Muccino auch in Hollywood. 2006 entstand unter seiner Regie der  mehrfach ausgezeichnete Spielfilm Das Streben nach Glück, dessen Hauptdarsteller Will Smith eine Oscar-Nominierung erhielt.
Im März 2014 begannen unter seiner Regie in Pittsburgh die Dreharbeiten für das Familiendrama Väter & Töchter – Ein ganzes Leben mit Russell Crowe in der Rolle des Vaters und Amanda Seyfried als dessen Tochter.
Von 2002 bis 2006 war Muccino mit Elena Majoni verheiratet, mit der er auch einen Sohn hat. Einen zweiten Sohn hat er aus einer früheren Beziehung mit der Schauspielerin Eugenia Di Napoli. Muccinos jüngerer Bruder Silvio ist ebenfalls Filmregisseur.

## Filmografie
- 1996: Un posto al sole (Fernsehserie)
- 1998: Ecco fatto
- 1999: So wie Du ist keine (Come te nessuno mai)
- 2001: Ein letzter Kuss (L'ultimo bacio)
- 2003: Ricordati di me
- 2006: Das Streben nach Glück (The Pursuit of Happyness)
- 2008: Sieben Leben (Seven Pounds)
- 2010: Baciami ancora
- 2012: Kiss the Coach (Playing for Keeps)
- 2015: Väter & Töchter – Ein ganzes Leben (Fathers and Daughters)
- 2016: L'estate addosso
- 2018: Zuhause ist es am schönsten (A casa tutti bene)
- 2020: Auf alles, was uns glücklich macht[2]